# La 317e Section (pel·lícula)
La 317e Section  és una pel·lícula francesa-espanyol dirigida per Pierre Schoendoerffer, estrenada el 1965, adaptació de la seva novel·la pròpia publicada el 1963. El seu pressupost era de 700.000 FRF

## Argument
La història de sis dies de guerra. El maig de 1954, durant la Guerra d'Indoxina, la 317a secció local auxiliar composta per quatre francesos i quaranta-un laosians va rebre l'ordre d'abandonar el petit lloc aïllat de Luong Ba a Laos prop de la frontera amb Tonquín al Vietnam, per reunir una columna que va a ajudar el campament atrinxerat de Diên Bien Phu com a part de l'Operació D.
Han d'arribar a Tao Tsaï, cent cinquanta quilòmetres més al sud, i esgotar-se enfrontant-ses al bosc hostil, a l'aigua, al mal temps, a les febres i a les forces comunistes Việt Minh que fustiguen a la secció.
Durant la marxa, els soldats es van assabentar amb consternació de la caiguda del campament atrinxerat de Diên Bien Phu.
La secció està comandada per un oficial, assistit per tres suboficials francesos i un suboficial laosià. Arribat dues setmanes abans, l'oficial, el jove subtinent Torrens acaba d'acabar la formació a Saint-Cyr. L'ajuda l'adjunt Willsdorff, un alsacià incorporat contra la seva voluntat a la Wehrmacht, veterà de la Segona Guerra Mundial al Front Oriental. El sergent Roudier, Perrin i Ba Kut completen el grup.
El progrés de la secció està marcat per emboscades i morts. La inexperiència i la bona voluntat de l'oficial, que té el comandament, s'enfronten constantment al pragmatisme i als reflexos bèl·lics efectius del suboficial. La comprensió i el respecte es desenvolupen gradualment entre ells.

## Personatges
Jacques Perrin interpreta el personatge del segon tinent Torrens i Bruno Cremer el de l'adjudant Willsdorff, germà del tinent de la marina Willsdorff, de qui es pregunta a ' 'Le Crabe-tambour, una altra pel·lícula de Pierre Schoendoerffer.

## Repertiment
- Jacques Perrin: Subtinent Torrens
- Bruno Cremer: suboficial Willsdorff
- Pierre Fabre: sergent Roudier
- Manuel Zarzo (amb la veu de Maurice Sarfati): caporal Perrin
- Boramy Tioulong: sergent auxiliar Ba Kut

## Producció

### Rodatge
Filmada principalment als boscos i clarianes de la província de Mondol Kiri a Cambodja durant sis setmanes a l'agost i setembre de 1964, aquesta és una de les rares pel·lícules franceses fetes sobre la Guerra d'Indoxina. Pierre Schoendoerffer, que va ser un cineasta dels exèrcits durant aquesta guerra i va presenciar sobretot el setge de Ðiện Biên Phủ , va voler donar un realisme gairebé documental a la seva pel·lícula amb una presa de càmera a mà. Partint d'una posició de l'Exèrcit Khmer situat a 80 quilòmetres de Sen Monorom, travessant selves i rius per arribar a zones més disperses.  abans d'arribar a prop d'una gran cascada per a l'escena final de la pel·lícula; va obligar actors i tècnics a viure i fer bivac al cor del bosc de Cambodja durant un mes, fet que va dificultar especialment el rodatge. Vaig imposar la vida militar a tothom, va dir el cineasta. Una pel·lícula sobre la guerra no es pot fer amb comoditat. Cada matí ens llevem a les 5 del matí i ens vam fer una expedició per la selva. Ens proveïen amb avió cada setmana. La pel·lícula va ser enviada a París amb les mateixes condicions. A partir d'aquí, ens van dir telegràficament "Bo" o "No bo"
Pierre Schoendoerffer, alguns dels seus col·laboradors com el director de fotografia Raoul Coutard, els actors Jacques Perrin i Boramy Tioulong, van parlar amb detall de l'experiència única que va suposar per a ells el rodatge a Cambodja de La 317e Sectionó al documental Pierre Schoendoerffer, la sentinelle de la mémoire dirigit per Raphaël Millet el 2011.

Lieux de tournage
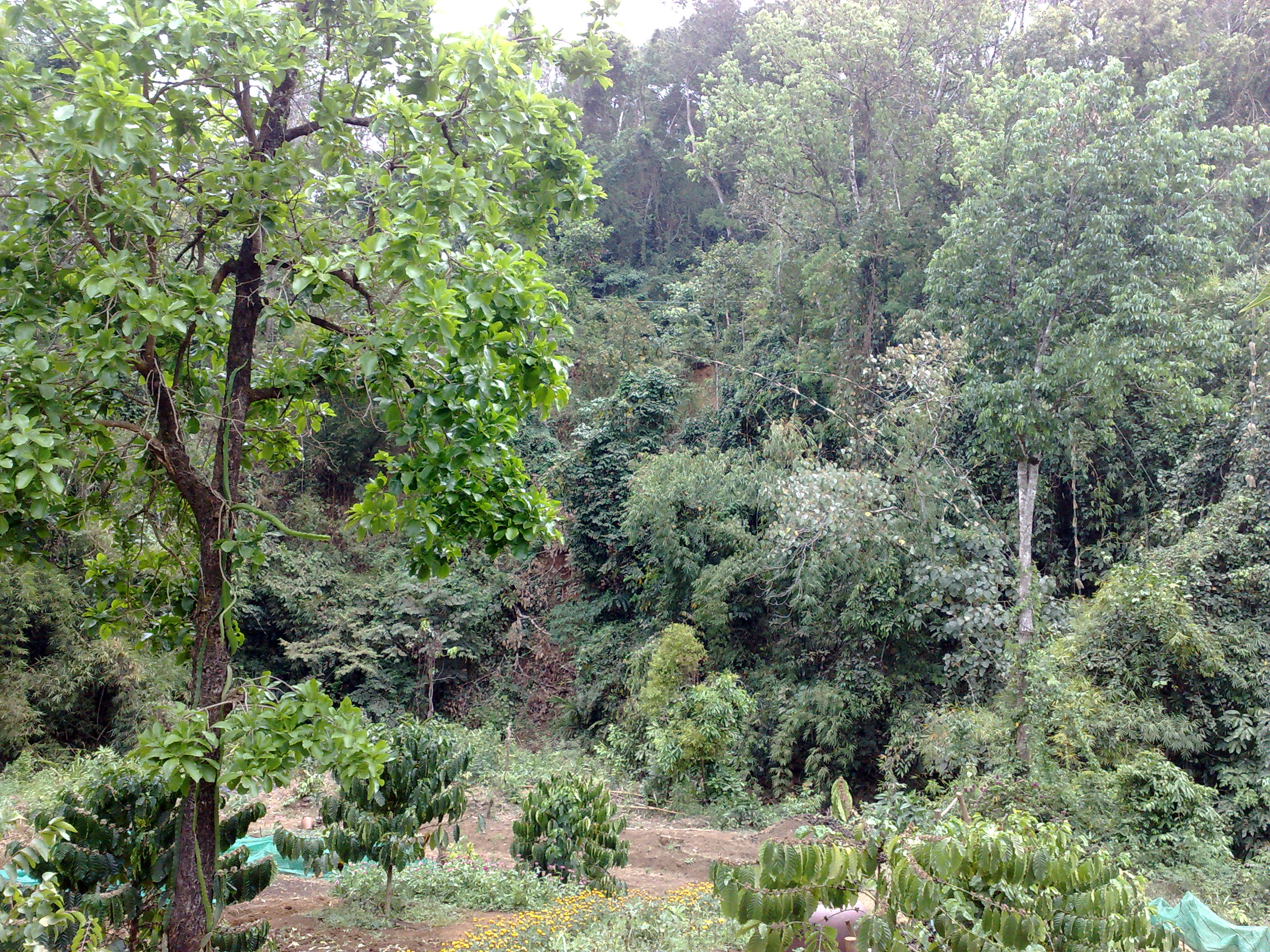
Bosc primari prop de la ciutat de Sen Monorom, a la província de Mondol Kiri.
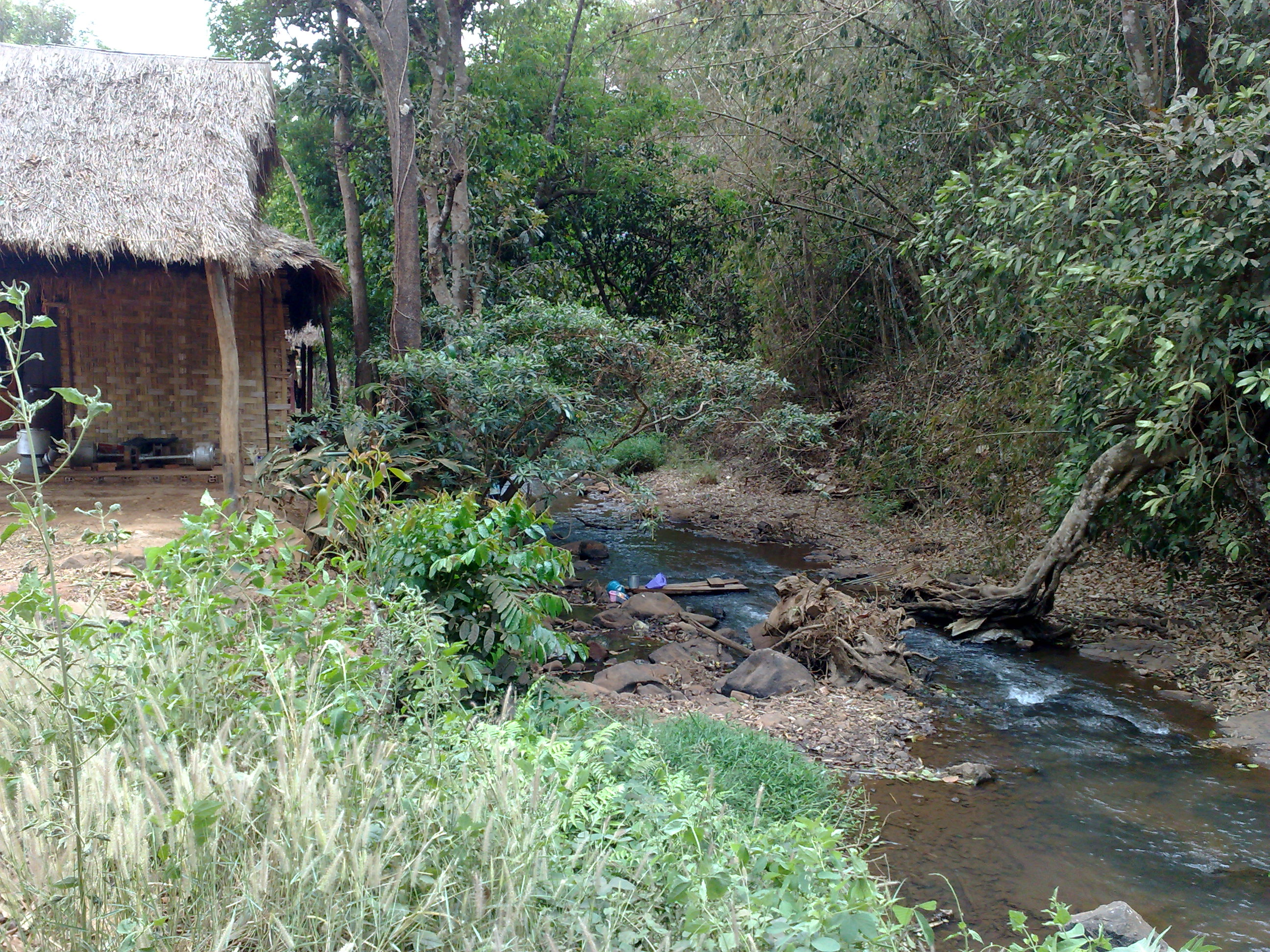
Riu al mig del bosc prop de Sen Monorom.
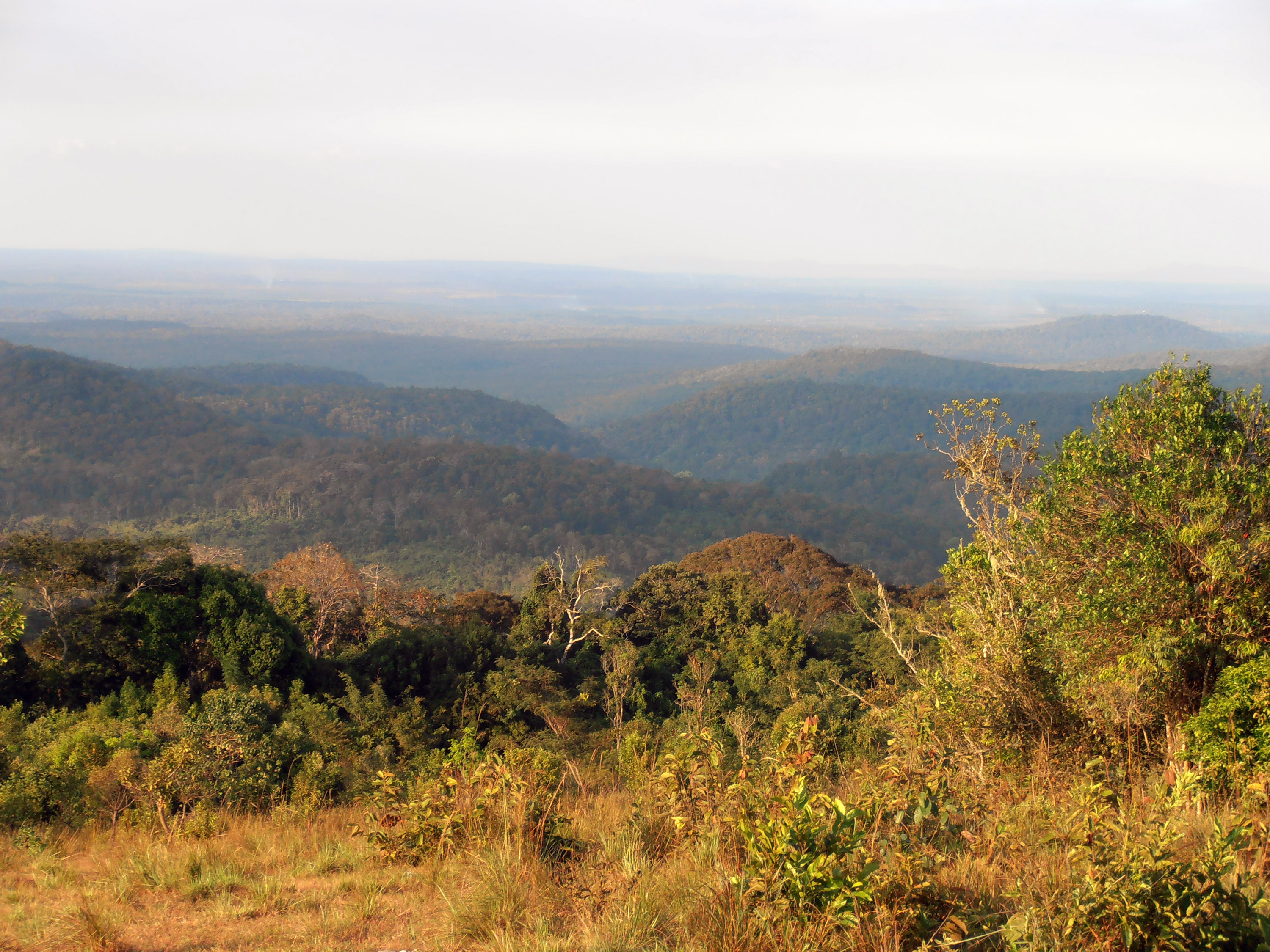
Àrea més muntanyosa de Mondol Kiri (escenes centrals de la pel·lícula).
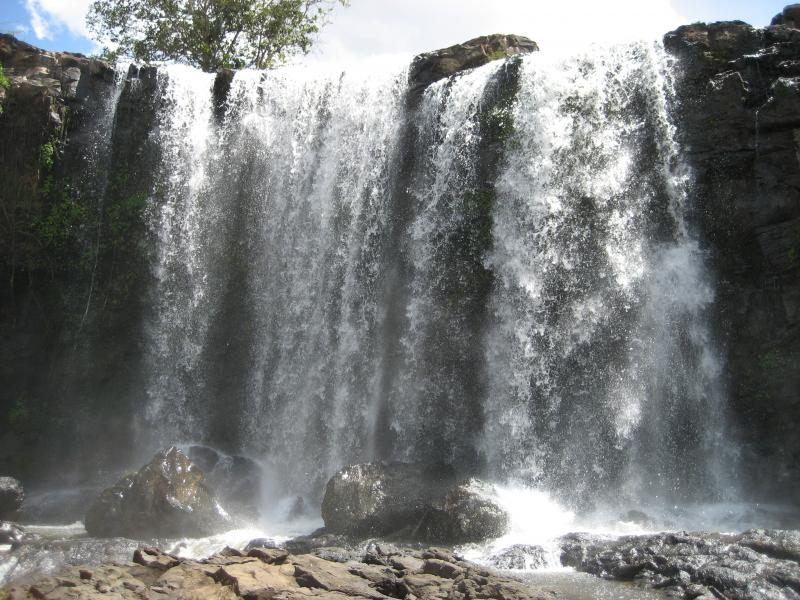
Gran cascada situada a prop de la frontera vietnamita (escena final).

### Banda sonora

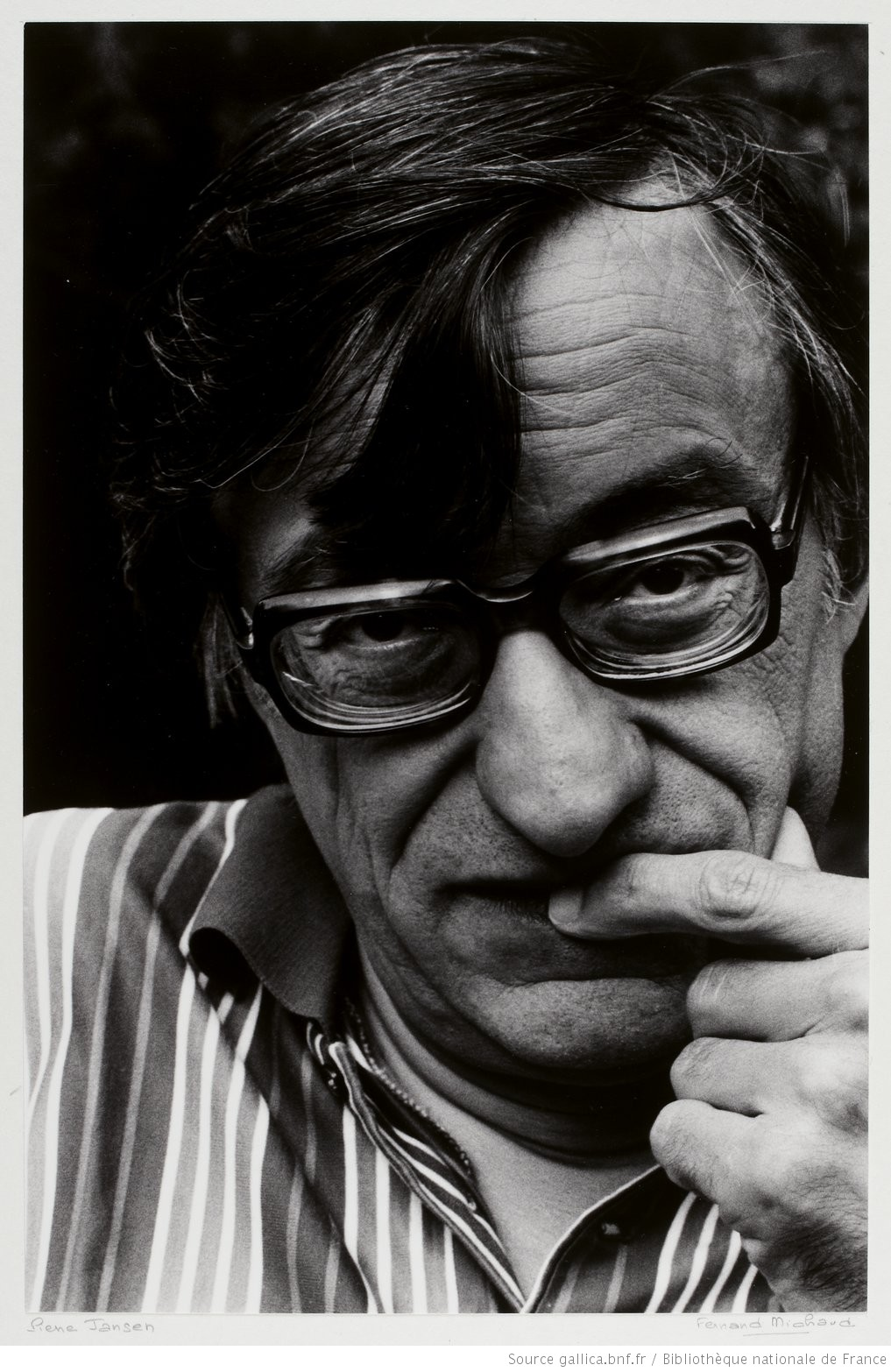
Retrat del compositor Pierre Jansen per Fernand Michaud al Festival d'Avinyó el 1986.

Després de dos llargmetratges musicats per Louiguy (un músic més a gust en el registre popular), Pierre Schoendoerffer decideix convocar el compositor Pierre Jansen per a La 317e Section. Aquest últim, que ja compta amb una desena de composicions essencialment simfòniques per a la gran pantalla més conegut com a col·laborador habitual de Claude Chabrol, i només va treballar dues vegades per a Schoendoerffer.

Molt conscient de la reputació del músic en aquell moment, el director va dir el 2007: 
| « | Jansen, és un gran compositor, ja ho veus, no va fer música electrònica | » |
| — Notes personals de l'historiadora Bénédicte Chéron de la retrospectiva dedicada a l'obra de Pierre Schoendoerffer a la Cinemateca Francesa. |                                                                         |   |

Entrevistat el 8 de febrer de 2008 per la seva biògrafa Bénédicte Chéron, Pierre Schoendoerffer va indicar que volia poca música, només per emfatitzar elements. Molt marcat pel segon moviment en forma de marxa fúnebre de la tercera simfonia de Ludwig van Beethoven, també va voler portar la veu humana, que trobem en la partitura en forma de cor acompanyat d'una orquestra simfònica al complet. Pierre Jansen recorda que a principis dels seixanta, vam aconseguir funcionar correctament i que podia tenir un grup simfònic d'una cinquantena de músics, encara que fos de vegades cal lluitar contra per obtenir-lo.
Més influït per l'estètica conflictiva i modernista d'Igor Stravinsky, la partitura de La 317e Section encara reutilitza el principi de "marxa" que Beethoven va imaginar a partir dels primers compassos del segon moviment de la seva 3a simfonia; respectant el desig inicial del director d'un tema pulsant que avança i que retorna, amb matisos. Dirigit pel director André Jouve, la composició de Pierre Jansen va ser finalment molt apreciada per Schoendoerffer, qui va confiar al seu biògraf: El músic fa una música molt, molt bonica.
Poc malmesa pel disc, la banda sonora de La 317e Section es va publicar per primera vegada el 1982 a la 4a cara d'una compilació de RCA Records,abans de ser reeditat en CD, en el segon tema d'un altre recopilatori publicat el 1991 per Hortensia.

## Reconeixements

### Crítiques
| «                                          | A diferència dels estetes de saló, Pierre Schoendoerffer coneix el terreny. Descriu els cossos, els llocs, les emboscades, amb la facilitat d'un vell armer. Abans de La 317e Section, la pel·lícula de guerra francesa no existia. La 317e aixafa sense esforç nou dècimes del cinema francès. Per una vegada, “es moue”. | » |
| — Michel Mardore, Lui, numéro 17, mai 1965 | |   |

| «                                         | Sóc profundament antimilitarista i aquesta és la primera vegada que entenc els soldats professionals. La mort del segon tinent encara m'escandalitza, però Schoendoerffer va aconseguir fer-me admetre que el segon tinent, segons la seva pròpia escala de valors, no va morir per res. Encara no he tornat. Vaig entendre el que significava l'honor per a ell. | » |
| — Jean-Louis Bory, Le Nouvel Observateur. | |   |

El 2018, l'historiador britànic Antony Beevor va declarar que considerava que la 317e Section era la millor pel·lícula de guerra mai feta.

### Posteritat
La versió llarga d' Apocalypse Now, Apocalypse Now Redux, que incorpora escenes inèdites amb Aurore Clément, conté una referència explícita a La 317e Section a través de la metàfora de l'ou (El blanc marxa però el rovell queda).

## Distincions

### Premis
- Premi al millor guió per Pierre Schoendoerffer al 18è Festival Internacional de Cinema de Canes.
- La pel·lícula va ser preseleccionada per a la Palma d'or del mateix festival.

## Anàlisi
Aquest llargmetratge narra la dramàtica evacuació de la guarnició d'un lloc aïllat, una secció local suplementària subministrada per aire, i la seva dolorosa retirada per la selva fins a la seva aniquilació, passant de 45 soldats a 4 combatents després de la mort del segon tinent Torrens al final de la pel·lícula. Si la novel·la comença el 26 d’abril de 1953, la història de la pel·lícula comença el dimarts 4 de maig de 1954 a les 18:00 hores i acaba tres dies després del final batalla de Diên Bien Phu dilluns 10 de maig de 1954 a les 15:30h. Aquest canvi de datació dóna la impressió d'un col·lapse general dramàtic en aquesta llarga marxa on els efectiuss es van fondre, que no deixa de recordar el tema de La patrulla perduda. El món sencer s'esfondra, les poblacions més amables ja no saben què aconsellar Di vê mau lên (Marxa ràpidament!).
La pel·lícula ofereix diversos angles, inclosa la importància, per al líder inexpert, fins i tot un talentós, d'aprofitar les opinions d'homes experimentats, encara més baixos en rang. Per a l'adjudicat Willsdorff, en la guerra només compta l'eficiència.